# Kuwait Airways
Kuwait Airways (in arabo: الخطوط الجوية الكويتية, al-Ḫuṭūṭ al-Jawiyyah al-Kuwaītiyyah) è la compagnia aerea di bandiera del Kuwait, con sede nel territorio dell'aeroporto Internazionale del Kuwait, Governatorato di al-Farwaniyya. Opera servizi internazionali di linea in tutto il Medio Oriente, nel subcontinente indiano, in Europa, Sud-est asiatico e Nord America, dalla sua base principale ad Al Kuwait.

## Storia

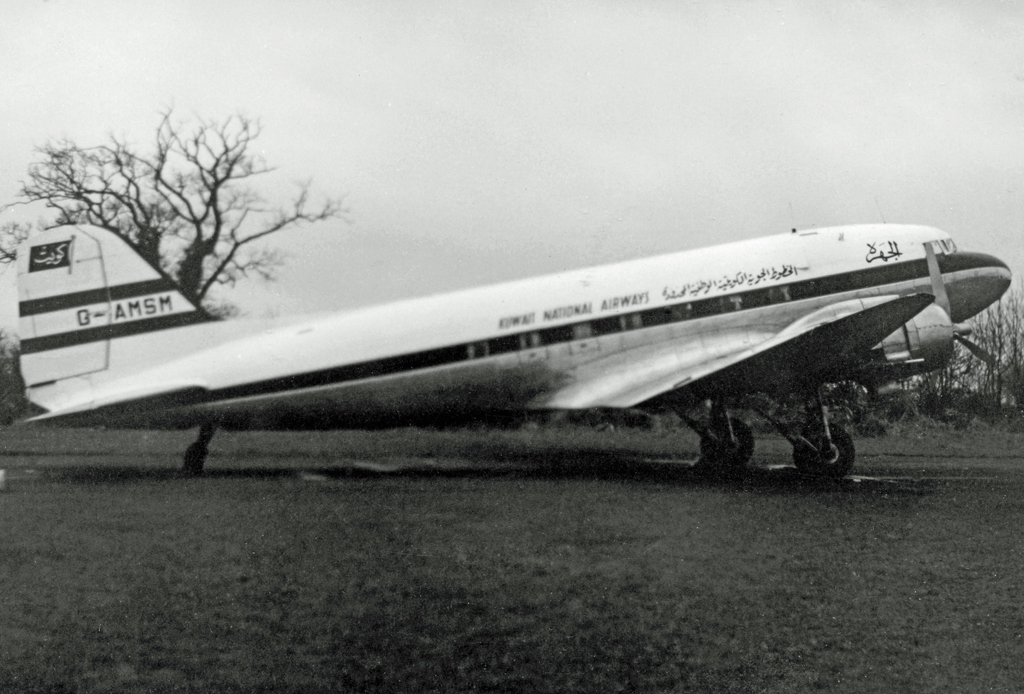
Un Douglas DC-3 della Kuwait National Airways nel 1955.

Il vettore fa risalire le sue origini al 1953, quando la Kuwait National Airways fu costituita da un gruppo di uomini d'affari kuwaitiani; inizialmente, il governo prese una partecipazione del 50%. Quell'anno fu firmato un contratto di gestione quinquennale con British International Airlines (BIA), una filiale di BOAC in Kuwait che operava voli charter e forniva servizi di manutenzione. Furono acquistati due Dakota e le operazioni iniziarono il 16 marzo 1954. Il vettore trasportò 8.966 passeggeri nel suo primo anno di attività. Nel luglio 1955, fu adottato il nome Kuwait Airways. Nel maggio 1958 venne firmato un nuovo contratto per la gestione e le operazioni, questa volta direttamente con BOAC. BIA venne assorbita da Kuwait Airways nell'aprile 1959.

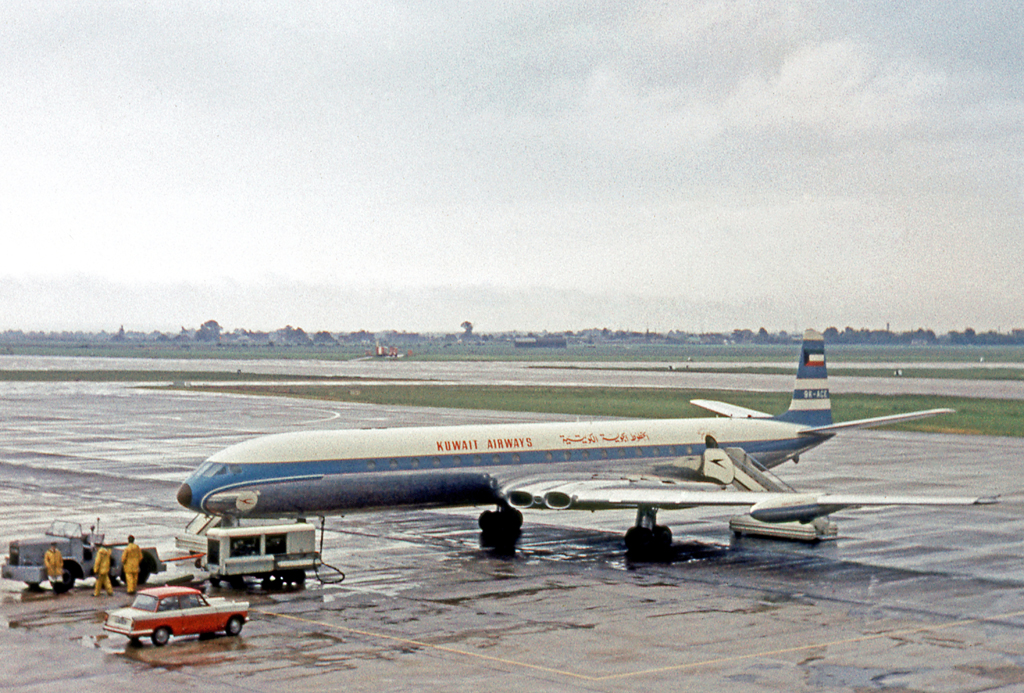
Un Comet visto a Londra nel 1964.

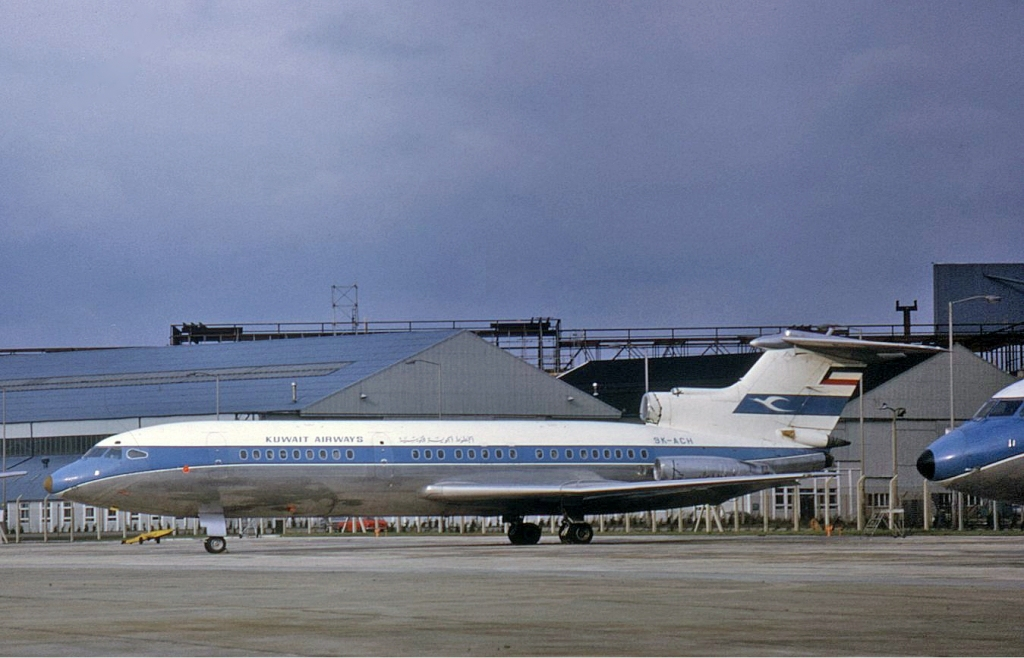
Un Trident visto a Londra nel 1974.

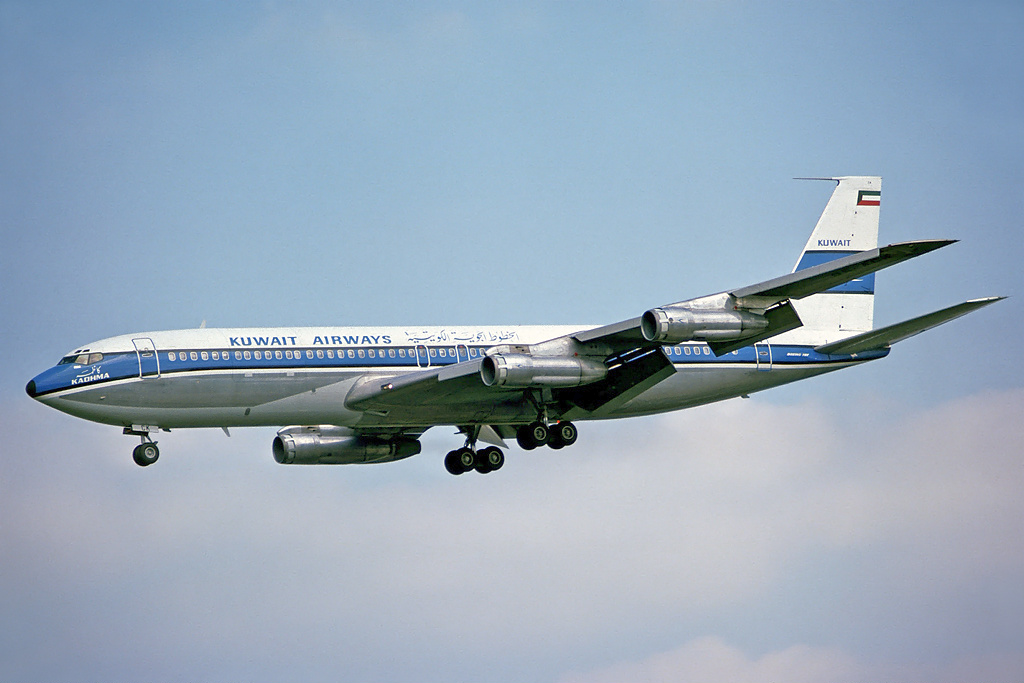
Un Boeing 707 visto a Londra nel 1978.

L'8 agosto 1962, Kuwait Airways divenne il primo cliente straniero ad ordinare il Trident quando ne furono acquistati due esemplari del tipo e fu scelta un'opzione per un terzo. L'accordo venne valutato a 5,5 milioni di sterline e includeva anche un Comet 4C. Allo stesso tempo, il vettore aveva anche un ordine da 3 milioni di sterline per tre BAC One-Eleven, con un'opzione per un quarto. La compagnia aerea prese in consegna il primo Comet nel gennaio 1963, ma le operazioni iniziarono nel luglio dell'anno precedente con un esemplare in leasing dalla Middle East Airlines. Nell'agosto 1963 fu ordinato un secondo esemplare. La consegna di questo stabilì un record non ufficiale all'inizio del 1964, quando volò tra Londra e il Kuwait, una distanza di 2.888 miglia (4.648 km), in media a 461 miglia orarie (742 km/h). Il 1º giugno 1963, il governo aumentò la sua partecipazione nella compagnia aerea al 100%. Nel marzo 1964, il vettore aggiunse la sua prima destinazione europea alla rete di rotte quando furono inaugurati i voli per Londra utilizzando i Comet; da quel momento, i servizi tra Londra e alcuni punti del Medio Oriente, tra cui Abadan, Bahrain, Beirut, Dhahran, Doha e Kuwait, iniziarono ad essere gestiti in un accordo di pool tra il vettore, BOAC e MEA. Un mese dopo, la compagnia assorbì Trans Arabia Airways.
Nell'aprile 1965, la rete di rotte si era espansa per includere Abadan, Baghdad, Bahrain, Beirut, Bombay, Il Cairo, Damasco, Doha, Francoforte, Ginevra, Gerusalemme, Karachi, Londra, Parigi e Teheran. A quell'epoca, la flotta era composta da due Comet 4C, tre DC-6B, due Twin Pioneers e tre Viscount 700; il vettore aveva due Trident 1E e tre One-Eleven in attesa di consegna. Il primo Trident fu consegnato nel marzo 1966 e il secondo nel maggio dello stesso anno. Nel frattempo, fu ordinato un terzo esemplare. D'altra parte, i One-Eleven non furono mai consegnati: nel gennaio 1966 il vettore dichiarò che l'introduzione simultanea di entrambi i tipi di aeromobili non era possibile a causa di un budget ristretto, e ne rinviò la consegna; alla fine, la compagnia non li avrebbe presi. Tre Boeing 707-320C furono ordinati nel novembre 1967. Il vettore realizzò il suo primo profitto in assoluto nel 1968, con un reddito netto di 910.000 sterline.
Durante il 1972, il quinto anno redditizio consecutivo della Kuwait Airways, la compagnia aerea registrò un utile netto di 2,9 milioni di sterline. Nel maggio 1973, la flotta si era ridotta a cinque Boeing 707-320C. Quell'anno furono lanciati i voli per Colombo. Nel marzo 1975, Faisal Saud Al-Fulaij, che impiegava 1.800 dipendenti, era il presidente della società. In un accordo del valore di 14 milioni di dollari, due ulteriori Boeing 707-320C ex Pan Am furono successivamente acquistati quell'anno, con il primo entrato nella flotta a maggio. Il vettore ordinò il suo primo Boeing 737 quell'anno, la cui consegna era prevista per febbraio 1976. Kuwait Airways divenne il 96° cliente mondiale del Boeing 727 nel 1979, quando ordinò tre di questi aerei con le consegne previste per la fine del 1980 e l'inizio del 1981.

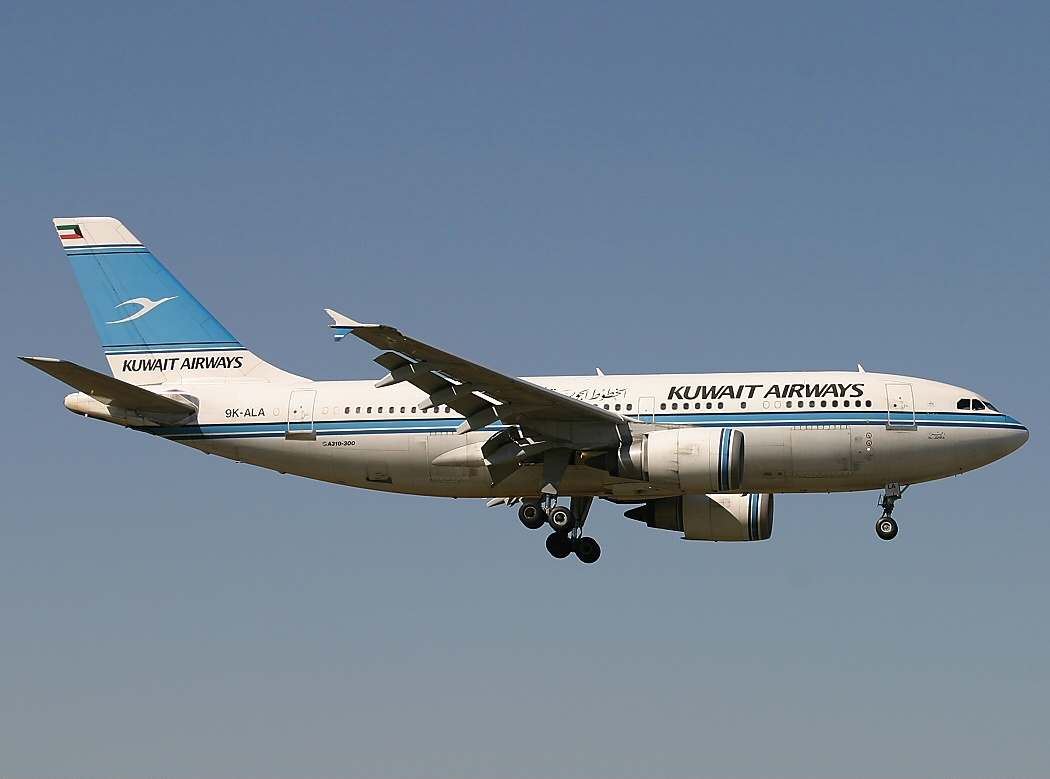
Un Airbus A310-300 in avvicinamento a Praga nel 2004.

Nel luglio 1980, la presidenza era detenuta da Ghassan Al-Nissef, il numero dei dipendenti era cresciuto a 5.400 e la flotta comprendeva otto Boeing 707-320C, un Boeing 737-200, tre Boeing 747-200B e un JetStar; tre Boeing 727-200 erano in attesa di consegna. A metà del 1980, sei Airbus A310-200 furono ordinati per sostituire i Boeing 707 sulle rotte verso Asia, Europa e Medio Oriente, con consegne a partire dal 1983; altri cinque A310 furono aggiunti all'ordine alla fine di quell'anno.
Dopo la deregolamentazione del mercato aereo indiano nel 1992, Kuwait Airways e Gulf Air parteciparono alla formazione di Jet Airways, ciascuna con una quota del 20% e con un investimento totale stimato in 8 milioni di dollari. A seguito dell'emanazione di una legge che vietava gli investimenti di vettori stranieri in operatori nazionali indiani, entrambe le compagnie aeree dovettero cedere la loro partecipazione nella compagnia indiana. La partecipazione del 20% di Kuwait Airways in Jet Airways fu venduta al presidente Naresh Goyal per 4 milioni di dollari.
Nel luglio 1996, il vettore modificò un precedente ordine che includeva alcuni Boeing 747, includendo due 777-200 del valore di 280 milioni di dollari con diritti di acquisto per un altro esemplare. L'operazione rese Kuwait Airways il ventiduesimo cliente del 777 a livello mondiale. Il primo 777-200 venne consegnato all'inizio del 1998. Nel dicembre 1998 venne firmato un accordo di code-share con Trans World Airlines che sarebbe iniziato nella primavera del 1999.
Nell'ottobre 2007, il nuovo CEO si è impegnato a privatizzare la compagnia in modo che potesse competere in modo efficiente con altre compagnie aeree.
I voli per l'Iraq sono stati ripresi nel novembre 2013; Kuwait Airways aveva interrotto i servizi nel 1990 in seguito all'invasione del Kuwait. Dopo una pausa di 17 anni, il vettore ha ripreso a volare a Monaco nel luglio 2015. Sempre a luglio 2015, la compagnia aerea ha ripreso i voli per Istanbul-Atatürk; la città non veniva servita da tre anni. Bangalore è stata aggiunta alla rete del vettore nell'ottobre 2015.
Alla fine del 2020, Kuwait ha preso in consegna i primi due di otto Airbus A330-800neo precedentemente ordinati.

## Identità aziendale

### Proprietà
Al 2021, Kuwait Airways è interamente di proprietà del governo del Kuwait.

#### Piani di privatizzazione
La privatizzazione iniziò a essere presa in considerazione a metà degli anni '90, in un periodo che seguì la Guerra del Golfo, quando il vettore stava subendo pesanti perdite. L'azienda venne trasformata in una società per azioni nel 2004. Un progetto di decreto per la sua privatizzazione venne approvato dal governo il 21 luglio 2008. I piani erano di vendere fino al 35% della quota a un investitore a lungo termine e un altro 40% assegnato al pubblico, mentre il governo avrebbe detenuto il restante 25%. Questi piani prevedevano anche l'esclusione di vettori nazionali concorrenti, come Jazeera Airways, come potenziali offerenti. Inoltre, il governo si impegnava a mantenere invariata la forza lavoro per almeno cinque anni, e a coloro che non dovevano essere trattenuti sarebbe stata offerta l'opportunità di essere trasferiti ad altre dipendenze governative senza modificare i loro stipendi e mantenendo condizioni di lavoro simili.
Nel 2011, il comitato per le privatizzazioni valutò il vettore 805 milioni di dollari, seguendo i consigli di Citigroup, Ernst & Young e Seabury. Il processo avrebbe dovuto concludersi entro marzo 2011. Tuttavia, nell'ottobre di quell'anno, il comitato raccomandò alla compagnia aerea di passare attraverso un processo di riorganizzazione prima di continuare con il programma di privatizzazione, cosa che fu approvata dal Consiglio dei ministri del Kuwait. Il progetto di privatizzazione è stato modificato e il governo ha firmato un contratto con l'Associazione internazionale del trasporto aereo per la fornitura di consulenze in materia di consulenza. La legge per la privatizzazione della Kuwait Airways Corporation è stata approvata nel gennaio 2013.

### Persone chiave
A gennaio 2021, Adel al-Sanea ricopre la carica di amministratore delegato.

### Sedi
La sede della Kuwait Airways si trova sul terreno dell'aeroporto Internazionale del Kuwait nel Governatorato di al-Farwaniyya, Kuwait. La sede centrale di 42.000 metri quadrati è stata costruita per 15,8 milioni di dinari kuwaitiani (53,6 milioni di dollari). Ahmadiah Contracting & Trading Co. è stato l'appaltatore principale. La sede centrale è stata costruita dal 1992 al 1996. Il quartier generale precedente era sul terreno dell'aeroporto.

### Sussidiarie
Kuwait Airways ha diverse sussidiarie che stanno attraversando un processo di privatizzazione simile a quello di KAC:
- Kuwait Aviation Services Co. (KASCO)
- Automated Systems Co.
- ALAFCO

Nella sua storia, Kuwait Airways ha stretto alleanze con diverse compagnie aeree per tenere il passo con la domanda e per continuare le sue operazioni durante la guerra del 1990:
- Shorouk Air (cessato le operazioni 2003)
- Jet Airways (India, temporaneamente sospeso)
- Trans World Airlines (iniziata il 1 dicembre 1999 con code share tra New York, Chicago e Kuwait City)

### Livrea
La compagnia ha rinnovato la sua livrea nell'ottobre 2016, aggiornando il logo stilizzato dell'uccello.

## Cabina

### Prima classe
La First Class di Kuwait Airways è presente solamente sui Boeing 777 della compagnia aerea.
La configurazione è 1-2-1, per un totale di 8 posti e con un passo di 203 centimetri; ogni posto è circondato da pareti che dividono i passeggeri, così da consentire a ognuno più privacy, il sedili è totalmente reclinabile e ogni posto è dotato di intrattenimento digitale, con uno schermo molto grande.

### Business class
La Business Class di Kuwait Airways è presente su tutti i voli e aerei operati da Kuwait Airways.
Sugli Airbus A320 la configurazione è 2-2, per un totale di 16 posti, con sedili parzialmente reclinabili. Ogni posto è dotato di intrattenimento privato, presa USB. Lo stesso vale per gli Airbus A320neo, cambia solo il totale dei posti che è 12 e qualche dettaglio che è più avanzato (intrattenimento, comodità dei sedili).
Sugli Airbus A330 la configurazione è 1-2-1, per un totale di 17 posti (32 sulle versioni neo dell'aereo). I sedili non sono del tutto reclinabili, probabilmente perché questi aerei non sono usati per veri e propri lunghi viaggi. Ogni posto è dotato di intrattenimento privato, prese USB e aria condizionata personale. Il wi-fi è a pagamento.
Sui Boeing B777 la configurazione è 2-2-2, per un totale di 36 posti, con sedili totalmente reclinabili. Ogni posto è dotato di intrattenimento privato, prese USB, aria condizionata personale e un separatore tra i due sedili per avere più privacy.
Su tutti i voli, appena saliti, vengono offerti: una pochette, un telo caldo, cuffie, cuscino e coperta e pigiama (per voli notturni), un drink di benvenuto (analcolico), giornali, pasti e/o snacks.

### Economy class
L'Economy Class di Kuwait Airways è presente su tutti i voli e aerei operati da Kuwait Airways.
Sugli Airbus A320 la configurazione è 3-3, per un totale di 114 posti. Ogni posto è dotato di intrattenimento personale e una presa USB, posta sotto lo schermo. Lo stesso vale per gli Airbus A320neo, cambia solo il totale dei posti che è 122 e qualche dettaglio che è più avanzato (intrattenimento, comodità dei sedili).
Gli Airbus A330 e i Boeing B777 hanno rispettivamente configurazione 2-4-2 e 3-3-3, per un totale di 165 e 203 posti. Entrambi hanno sistema un intrattenimento personale e una presa USB personale.
Su tutti i voli, appena saliti, vengono offerti: cuffie, cuscino e coperta (per voli notturni), pasti e/o snacks (in base alla durata del volo).

## Servizi

### Programma Frequent Flyer
Il programma frequent flyer di Kuwait Airways è l'Oasis Club; questo programma di consente di accumulare miglia, da spendere poi sull'acquisto di voli, upgrade, bagagli extra, accesso alle lounge, priorità alla consegna/ritiro bagagli, ai controlli e molto altro.
Ci sono tre tipi di Oasis Club:
- Oasis Blue
- Oasis Silver
- Oasis Gold

## Destinazioni

### Accordi commerciali
Al 2022 Kuwait Airways ha accordi di code-share con le seguenti compagnie:
- Etihad Airways
- Middle East Airlines
- Oman Air
- Turkish Airlines
- Ita Airways

## Flotta

### Flotta attuale

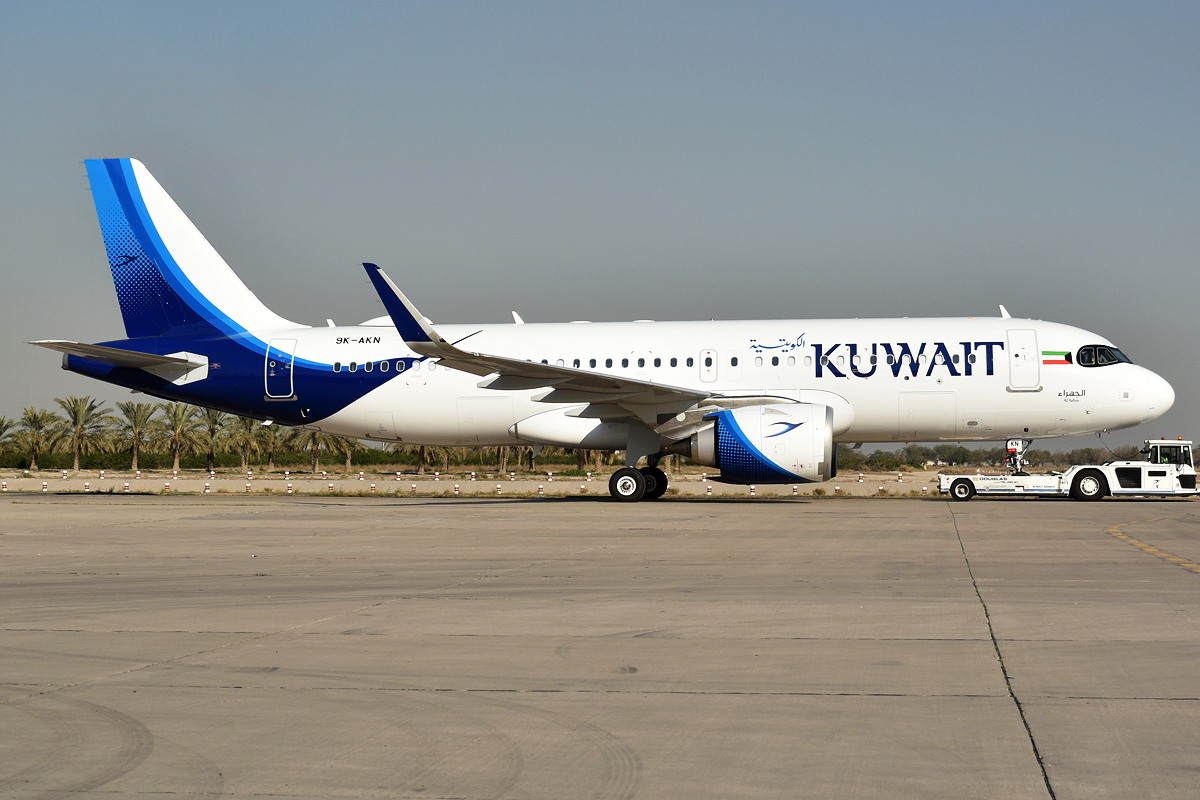
Un Airbus A320neo.

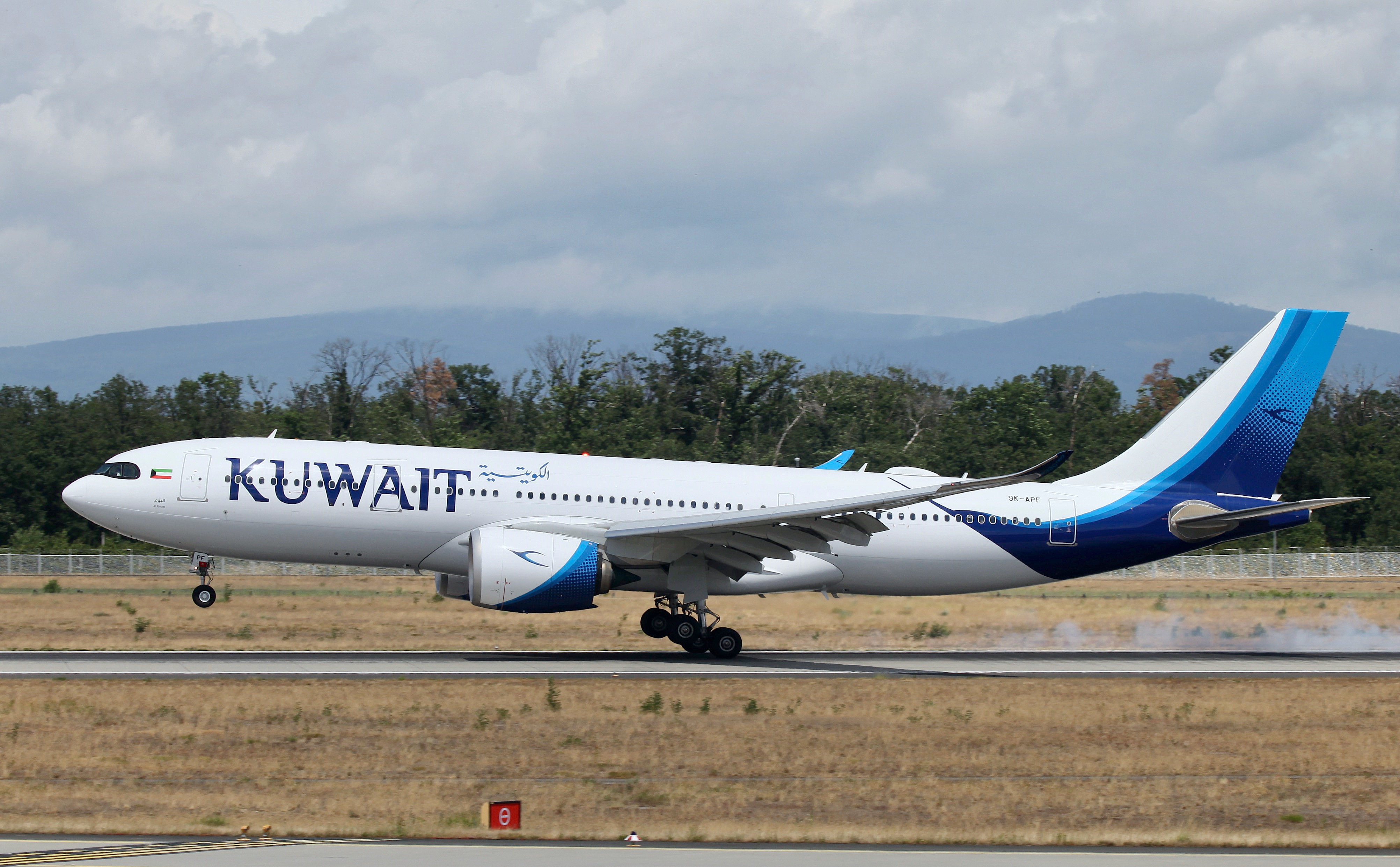
Un Airbus A330-800neo.

A maggio 2025 la flotta di Kuwait Airways è così composta:

### Flotta storica

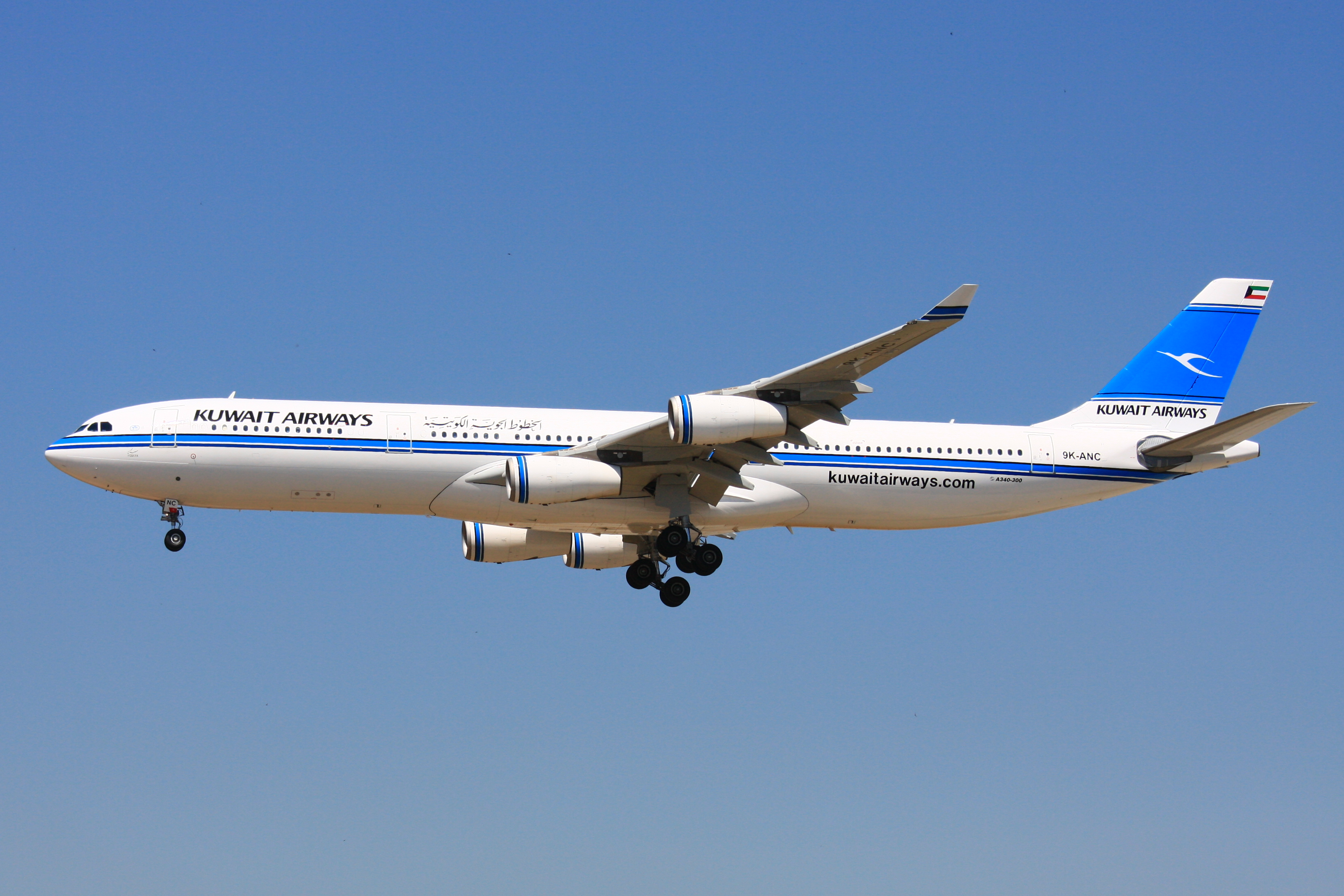
Un Airbus A340-300.

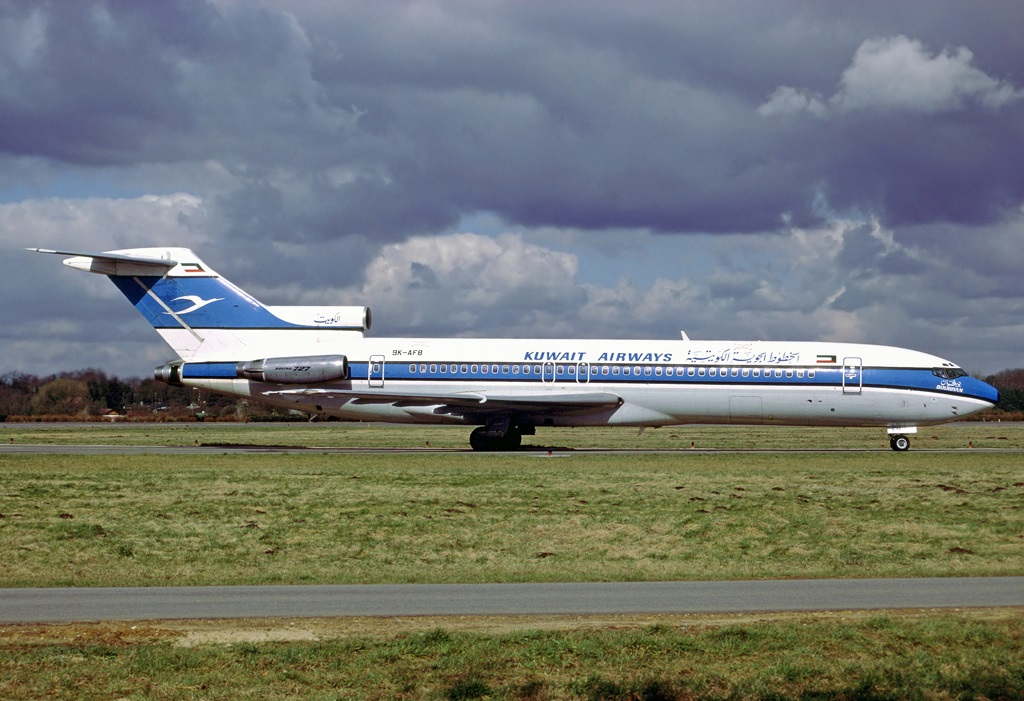
Un Boeing 727-200.

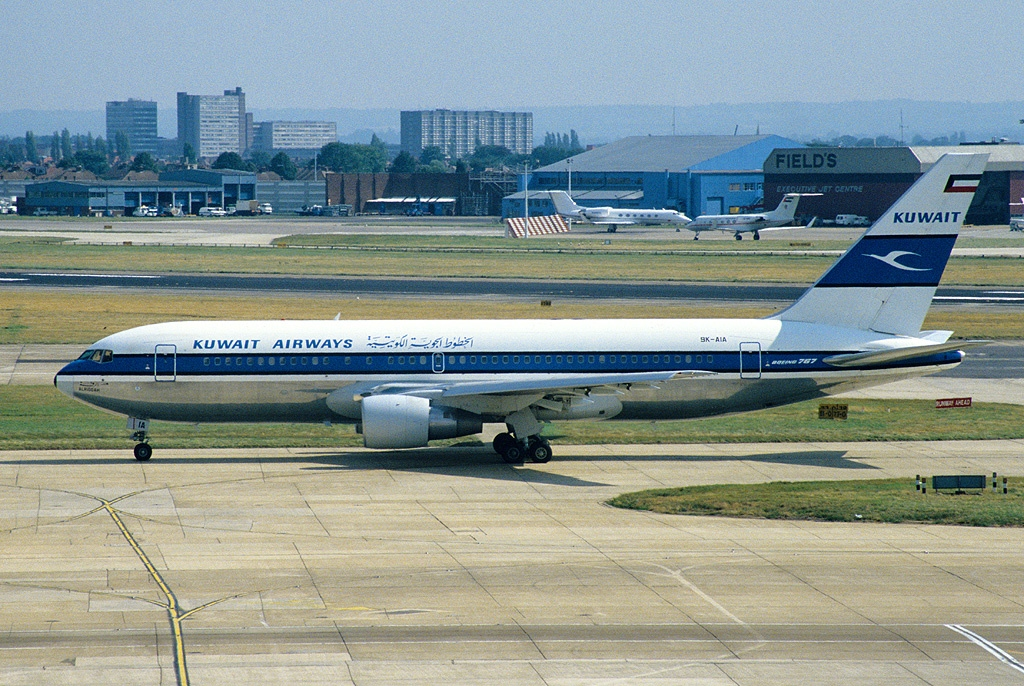
Un Boeing 767-200ER.

Kuwait Airways operava in precedenza con i seguenti aeromobili:

## Incidenti
- Il 4 dicembre 1984, un Airbus A300, marche 9K-AHG, venne dirottato a Teheran (THR) da quattro arabi pesantemente armati. Nel successivi sei giorni, i dirottatori rilasciarono 153 tra passeggeri e membri dell'equipaggio in diversi gruppi. Chiedevano il rilascio di 17 prigionieri, incarcerati in Kuwait per attacchi dinamitardi contro basi statunitensi e francesi. Mentre l'aereo era a Teheran, i dirottatori picchiarono e torturarono almeno sei passeggeri e uccisero due passeggeri americani. Le autorità del Kuwait si rifiutarono di rilasciare i militanti dalla prigione. Il dirottamento terminò il 9 dicembre 1984 quando le forze di sicurezza iraniane salirono a bordo dell'aereo e sopraffecero i dirottatori. Si ritiene che i dirottatori fossero collegati all'organizzazione clandestina irachena "Al Dawa".[55]
- Il 5 aprile 1988, il volo Kuwait Airways 422, un Boeing 747-200B, venne dirottato da nove uomini armati di bombe a mano e pistole. Il volo fu dirottato verso Mashhad, in Iran, dove vennero rilasciati 25 passeggeri. I dirottatori chiedevano il rilascio di 17 guerriglieri musulmani sciiti detenuti in Kuwait. Un giorno, durante il dirottamento, il 6 aprile, altri 32 ostaggi furono rilasciati. Tre giorni dopo, i dirottatori costrinsero le autorità iraniane a rifornire il jet e volarono a Larnaca, Cipro. Durante lo scalo di quattro giorni a Larnaca, rilasciarono un passeggero ma ne uccisero altri due per costringere le autorità a dare loro più carburante. Il 13 aprile, i dirottatori volarono in Algeria dove, una settimana dopo, liberarono i restanti 32 ostaggi e si arresero. La durata del dirottamento fu di 16 giorni.[56]
- Nell'agosto 1990, in connessione con l'invasione irachena del Kuwait, diversi aerei della Kuwait Airways furono sequestrati e alcuni distrutti dalle truppe irachene.[57]